# Красная Пахра (село)
Кра́сная Пахра́ — село в Троицком административном округе Москвы (до 1 июля 2012 года в составе Подольского района Московской области). Входит в состав Краснопахорского района.
Расположено на правом берегу реки Пахры, от которой село получило своё название. На другом берегу расположена одноимённая деревня.

## Население
| 1939 | 2002  | 2006  | 2010  |
| ---- | ----- | ----- | ----- |
| 192  | ↗2426 | ↘2395 | ↗2434 |

Согласно Всероссийской переписи, в 2002 году в селе проживало 2426 человек (1085 мужчин и 1341 женщина). По данным на 2005 год, в селе проживало 2395 человек.

## География
Село Красная Пахра расположено на правом берегу реки Пахры примерно в 18 км к западу от центра города Подольска. Вдоль восточной границы села проходит Калужское шоссе. Ближайшие населённые пункты — деревни Варварино, Страдань, Красная Пахра и село Красное.

## История
Впервые упоминается в XVI веке как деревня Слободка. В 1862 году получила нынешнее название Красная Пахра из-за близости к селу Красное и расположению на реке Пахре.
Главный дом усадьбы «Красное» в 2005—2010 гг. был реконструирован, надстроен мансардный третий этаж, а также изменена лестница, ведущая в парк. В настоящее время усадьба принадлежит частным лицам, доступ в неё закрыт.
В 1929—1957 годах Красная Пахра была центром района; в 1994—2006 годах — центром Краснопахорского сельского округа.

## Достопримечательности
В Красной Пахре находится братская могила жителей села, погибших в Великой Отечественной войне, и мемориал Отечественной войны 1812 года. В селе расположен BMX велотрек «Красная Пахра», скейт-парк, парк Победы.
С 5 ноября 2013 года в Красной Пахре был открыт спортивно-досуговый парк «Красная Пахра».
С 11 июля 2017 года на главной площади села заработали часы на водонапорной башне. Строительство башни началось ещё в 2011 году, к октябрю 2012 года башню достроили.
С 30 августа 2023 года в Красной Пахре открылся Кинопарк «Москино», который, по заявлению Мэра Москвы Сергея Собянина, будет кластером мирового уровня.

## Культура и образование
В селе находятся ГБОУ Школа № 2075 и Краснопахорская детская школа искусств. Также в селе расположен дом культуры «Звёздный».

## Транспорт
| №    | Конечные остановки                          | Станции метро/МЦД/МЦК/железнодорожные | Примечания |
| ---- | ------------------------------------------- | ------------------------------------- | --- |
| е141 | Тёплый Стан — Усадьба Клёново               | Ольховая                              | Экспресс-маршрут Также работают маршруты: - Укороченный: Тёплый Стан — Красная Пахра (45-й километр) - е141к           |
| е142 | Тёплый Стан — Кузовлёво                     | Ольховая                              | Экспресс-маршрут |
| е143 | Тёплый Стан — Каменка                       | Ольховая                              | Экспресс-маршрут |
| е144 | Тёплый Стан — Плёсково                      | Ольховая                              | Экспресс-маршрут Также работают маршруты: - Удлинённый: Тёплый Стан — Плёсково (с заездом в посёлок Армейский) - е144а |
| е148 | Тёплый Стан — Посёлок ЛМС                   | Ольховая                              | Экспресс-маршрут |
| с174 | Троицк (микрорайон «В») — Былово            |                                       | Маршрут электробуса |
| с924 | Подольск — Троицк                           |                                       | Пригородный маршрут |
| 101  | Тёплый Стан — Красная Пахра (45-й километр) | Ольховая                              | Маршрут электробуса |
| 513  | Сосенское — Жёдочи                          | Ольховая                              | Также работают укороченный маршрут: Сосенское — Красная Пахра (45-й километр)                                          |
| 515  | Сосенское — Посёлок Армейский               | Ольховая                              | |